# 박상천
박상천(朴相千, 1938년 10월 31일~2015년 8월 4일)은 대한민국의 정치인이다. 제47대 법무부 장관이다. 제13·14·15·16·18대 국회의원, 새정치민주연합 상임고문을 지냈다.

## 학력
- 1951년: 고흥동국민학교 졸업
- 1954년: 고흥중학교 졸업
- 1957년: 광주고등학교 졸업
- 1962년: 서울대학교 법과대학 법학 학사

## 경력
- 제13회 고등고시 사법과 합격
- 평화민주당 대변인
- 제13·14·15·16·18대 국회의원
- 평화민주당 원내부총무
- 신민주연합당 대변인
- 민주당 최고위원
- 제14대 국회 전반기 정치관계법심의특별위원회 간사
- 제14대 국회 후반기 보건사회위원회 위원장
- 새정치국민회의 원내총무
- 제15대 국회 후반기 국회운영위원회 위원장
- 새천년민주당 원내총무
- 새천년민주당 대표최고위원
- 제47대 법무부 장관
- 민주당 대표최고위원
- 중도통합민주당 공동대표
- 민주당 당대표
- 통합민주당 공동대표
- 민주당 상임고문
- 민주통합당 상임고문
- 민주당 상임고문
- 새정치민주연합 상임고문

## 가족 관계
- 배우자: 서흥 김씨
  - 자녀: 슬하 1남 2녀
- 외숙부: 성동준 문교부 차관
  - 이모의 외손자: JYP 설립자 박진영

## 역대 선거 결과
|  | 68.56% |

|  | 60.88% |

|  | 77.09% |

|  | 73.06% |

|  | 31.43% |

|  | 56.03% |

## 소속 정당
| 소속 정당 | 소속 정당      | 소속 기간 | 비고           |
| --------- | -------------- | --------- | -------------- |
|           | 평화민주당     | 1988~1991 | 정계 입문      |
|           | 신민주연합당   | 1991      | 당명 변경      |
|           | 민주당         | 1991~1995 | 합당           |
|           | 무소속         | 1995      | 탈당           |
|           | 새정치국민회의 | 1995~2000 | 창당           |
|           | 새천년민주당   | 2000~2005 | 합당           |
|           | 민주당         | 2005~2007 | 당명 변경      |
|           | 중도통합민주당 | 2007      | 합당           |
|           | 민주당         | 2007~2008 | 당명 변경      |
|           | 통합민주당     | 2008      | 합당           |
|           | 민주당         | 2008~2011 | 당명 변경      |
|           | 민주통합당     | 2011~2013 | 합당 정계 은퇴 |
|           | 민주당         | 2013~2014 | 당명 변경      |
|           | 새정치민주연합 | 2014~2015 | 합당 사망      |

## 같이 보기
- 고흥군 (1988년 선거구)
- 고흥군의 국회의원
- 고흥군·보성군
- 보성군의 국회의원
- 대한민국의 법무부 장관